# Ostracodermidium serpentinum
Ostracodermidium serpentinum är en svampart som först beskrevs av J.N. Rai & J.P. Tewari, och fick sitt nu gällande namn av Mukerji 1973. Ostracodermidium serpentinum ingår i släktet Ostracodermidium, divisionen sporsäcksvampar och riket svampar.   Inga underarter finns listade i Catalogue of Life.